# 五塊厝 (高雄市仁武區)
五塊厝，是臺灣高雄市仁武區的一個傳統地域名稱，位於該區西部。相較於今日行政區，其範圍大致包括五和里北大半部不含東北部邊界地帶、高楠里北大半部。
本地區境內主要聚落為頂五塊厝、下五塊厝。

## 歷史
台灣日治初期，五塊厝地區為一街庄，稱為「五塊厝庄」（舊制街庄），隸屬於半屏里。該庄昔日西北及北與後勁庄為鄰，東北與竹仔門庄為鄰，東南邊為八卦藔庄，西南邊為菜公庄。
1901年（日治明治三十四年）11月11日，全台廢縣廳改設二十廳，該庄隸屬於鳳山廳。1904年（明治三十七年）5月3日，該庄編入「後勁區」，隸屬於鳳山廳。1909年（明治四十二年）10月25日，全台合併二十廳為十二廳，後勁區改隸屬於臺南廳。1920年（大正九年）10月1日，全台地方制度大改正，廢十二廳改設五州二廳，該庄改制為「五塊厝」大字，隸屬於高雄州高雄郡仁武庄（新制街庄）。1924年（大正十三年）12月25日，高雄郡廢郡，仁武庄改隸屬於鳳山郡。
戰後仁武庄改制為仁武鄉，隸屬於高雄縣，大字亦改制為村。1950年（民國39年）10月1日，高、屏分治，仁武鄉仍隸屬於高雄縣。1951年（民國40年）8月，仁武鄉拆分出大社鄉，本地區仍隸屬於仁武鄉。2010年（民國99年）12月25日，高雄縣、市合併為直轄高雄市，仁武鄉改制為仁武區，村亦改制為里。

## 聚落
本地區發展較早的聚落為頂五塊厝、下五塊厝，在日治初期的官方地圖上已有記載。

## 交通
國道1號又稱「中山高速公路」，是貫穿台灣西部的兩條縱向高速公路之一，經過本地區中部略偏東地帶。最近的交流道在北側為市道183號交會處至省道台22線交會處共同設立的楠梓交流道；在南側為國道10號交會處的鼎金系統交流道，多利用國道10號與省道台1線交會處的「民族路匝道」（東入）及自由三路、四路交會處的「自由路匝道」（西出）進出，經由國道10號、鼎金系統交流道連接國道1號。由此等可快速前往國道1號沿線各地。
省道台1線又稱「縱貫公路」，是台北至楓港的傳統平面幹道，經過本地區西部。由該道路北行可前往楠梓區、岡山區、路竹區、湖內區等地，南行可前往左營區東部、三民區、鳳山區、大寮區等地。
區道高53線是仁武至後港仔的道路，其西南側端點（終點）位於本地區西南部邊界，也是仁武區與左營區邊界（后港聚落東側）。由此向東北東蜿蜒而行，會經過本地區的八卦藔聚落。該道路在本地區的部分路段與區道高57線共線。
區道高57線是頂五塊厝至澄清湖的道路，其北側端點（起點）位於本地區北部略偏西的省道台1線路口，由此向東南會經過本地區的頂五塊厝聚落西郊、下五塊厝聚落。